# Harro Magnussen

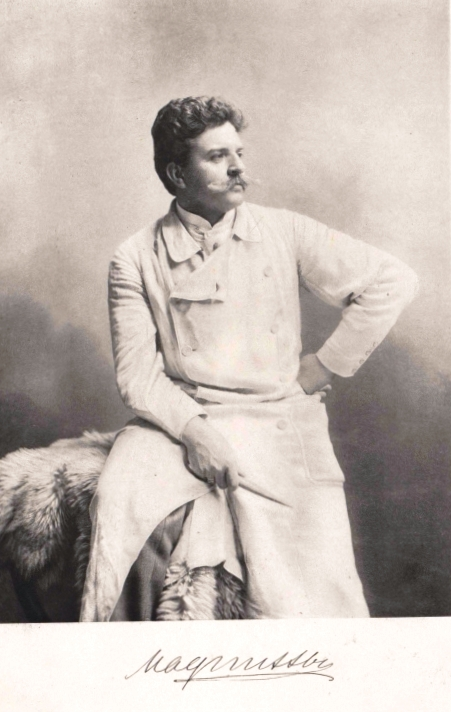
Harro Magnussen

Harro Magnussen (* 14. Mai 1861 in Hamm bei Hamburg; † 3. November 1908 in Grunewald bei Berlin) war ein deutscher Bildhauer.

## Leben

### Familie
Als Sohn des Malers Christian Carl Magnussen erhielt er bei seinem Vater ersten Unterricht im Zeichnen, Modellieren und Holzschnitzen. Seine Geschwister waren der Keramiker und Landschaftsmaler Walter Magnussen (1869–1946) und die Malerin und Schriftstellerin Ingeborg Magnussen (1856–1946).

### Studium und Werk
1882 begann Harro Magnussen das Studium der Malerei an der Münchner Kunstakademie bei Nikolaus Gysis, Gabriel von Hackl und Ludwig von Löfftz. Stark beeindruckt von den Werken der Berliner Bildhauerschule – insbesondere dem Neubarock des Reinhold Begas – zog es ihn 1888 nach Berlin in das Atelier von Begas, wo er fünf Jahre blieb und unter anderem am Kaiser-Wilhelm-Nationaldenkmal mitarbeitete. Seit 1893 selbstständig, beteiligte sich Magnussen an etlichen Wettbewerben, allerdings nur mit mäßigem Erfolg. Dagegen prägten Porträtbüsten sein Schaffen. Seine Bismarck-Büste von 1889 soll zehn Jahre später bereits in mehr als 1000 Exemplaren verkauft worden sein, zumeist in Gips oder Bronze, aber wohl auch als Galvanoplastik durch die WMF.

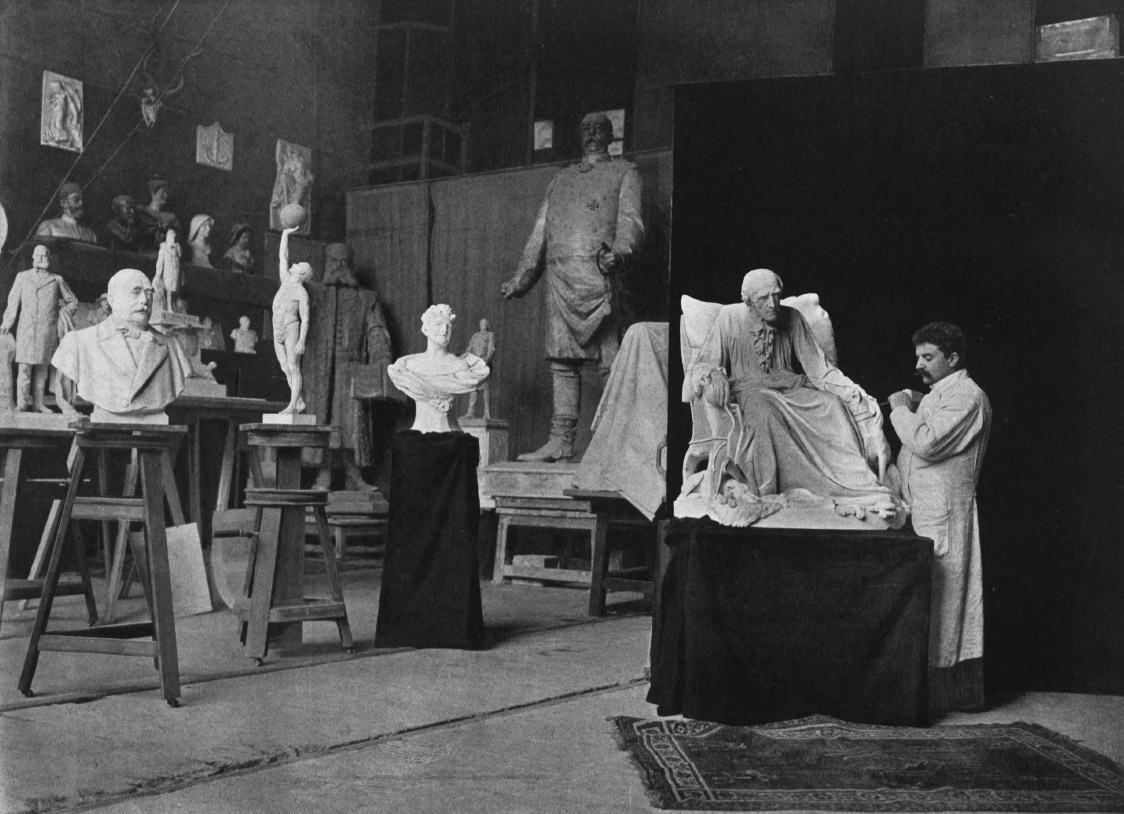
Magnussen in seinem Atelier (1898)

1899 erregte Magnussen die Aufmerksamkeit von Kaiser Wilhelm II., der ein in Marmor ausgeführtes Bildnis des sterbenden Friedrich II. erwarb und ihn mit weiteren Entwürfen zu einer Statue des Königs für den Weißen Saal im Berliner Stadtschloss beauftragte.
Mit dieser Reputation wurde Magnussen schlagartig in der Öffentlichkeit bekannt. Seine Denkmalgruppe für die Siegesallee Berlin brachte ihm als Auszeichnung den Königlichen Kronenorden IV. Klasse ein.
Im Jahr 1905 übernahm er zudem die künstlerische Betreuung und Bühnen-Ausstattung des Kleinen Theaters in Berlin.
Magnussen schied 1908 durch Freitod aus dem Leben.

## Leistungen
Harro Magnussen besaß eine ausgeprägte Gabe für die Charakterisierung der von ihm modellierten Personen, die ihm eine unter den Berliner Bildhauern geachtete Position und das Wohlwollen des Kaisers verschaffte. In dem Bemühen, in seinen Werken der Wirklichkeit gerecht zu werden, kam er aber über eine gewisse „Starrheit“ in der Darstellungsweise nicht hinaus.

## Werke (Auswahl)
| 1889    | Büste Otto von Bismarcks |
| 1890    | Der Philosoph von Sanssouci in seinen letzten Stunden, Entwurf (Gips), 1900 als Geschenk des Künstlers an das Invalidenhaus Berlin, ein weiteres Exemplar heute im Bestand der Skulpturengalerie Berlin, in Marmor siehe 1898 |
| 1892    | Büste des Dichters Hermann Allmers (ein 1895 datierter Bronzeguss seit 1912 in der Hamburger Kunsthalle erhalten) |
| 1892    | Büste des Malers Gustav Spangenberg, Gips, Nationalgalerie Berlin |
| 1893    | Büste von Heinrich Seidel, Büste von Johannes Trojan |
| 1894    | Bismarckdenkmal in Groß-Lichterfelde bei Berlin |
| 1894    | Büste des Kommerzienrats Veit, Gips, Nationalgalerie Berlin |
| 1895    | Büste von Emin Pascha |
| 1995    | Bildnisplakette, Bronze, Hermann Allmers, Focke-Museum Bremen |
| 1895    | Büste König Friedrichs II. |
| 1897    | Bismarck-Denkmal in Kiel (Standbild) |
| 1898    | Denkmal für den Reformator Johannes Honterus an der Schwarzen Kirche in Kronstadt (Siebenbürgen) |
| 1898    | Der Philosoph von Sanssouci in seinen letzten Stunden, Marmor, im Sterbezimmer von Friedrich II. im Schloss Sanssouci, später im Hohenzollernmuseum Berlin, verschollen                                                       |
| 1898    | Bismarck-Standbild in Jever |
| 1898    | Entwurf für ein Denkmal Herzogs Friedrich von Schleswig-Holstein-Sonderburg-Augustenburg für Kiel |
| 1899    | Modell für ein Kolossal-Bismarckdenkmal auf dem Knivsberg (Ausführung des Modells von Adolf Brütt) |
| 1899    | Statue des Königs Friedrich II. „im Alter seiner Thronbesteigung“ für den Weißen Saal im Berliner Stadtschloss |
| 1899    | Fräulein-Maria-Denkmal in Jever |
| 1900    | Denkmal-Gruppe Kurfürst Joachim II. an der Siegesallee in Berlin-Tiergarten, teilweise erhalten |
| 1901    | Büste des Bischofs Matthias von Jagow (Replik der Büste aus der Siegesallee-Gruppe) in farbigem Marmor für Kaiser Wilhelm II., Dommuseum Brandenburg                                                                          |
| 1901/02 | Marmorstatuen Bismarcks, Moltkes und Roons für die Oberlausitzer Ruhmeshalle in Görlitz, nach 1945 entfernt (verschollen) |
| 1902    | Entwurf eines Denkmals für August Kekulé in Bonn |
| 1904    | Denkmal für Albrecht von Roon, erhalten auf neuem Sockel am Großen Stern in Berlin-Tiergarten |
| 1904    | dekorative Plastik für Schloss Primkenau |
| 1905    | Standbild Martin Luthers über dem Portal der Lutherkirche an der Karpfangerstraße in Hamburg-Neustadt; Kirche 1943/44 zerstört; Standbild seit 1966 neben der Kirche St. Nikolai in Hamburg-Moorfleet                         |
| 1905    | Standbild des Kurfürsten Joachim II. für die Innenausstattung des Berliner Doms |
| 1906    | Standbild Kaiser Wilhelms I. in Bonn, erhalten auf neuem Sockel |
| 1907    | Entwurf für ein Denkmal der Naturforschung in Jena |
| 1908    | Modell für einen Hermann-Balck-Brunnen in Elbing (um 1910 posthum fertiggestellt) |
|         | Büste von Klaus Groth |
|         | Büste von Ernst Haeckel |
|         | Büste des Justizrats Riesser |
|         | Denkmal für Hermann Allmers mit Relief-Porträt in Rechtenfleth bei Bremen |
|         | Statuette Friedrich der Große Flöte blasend |
|         | Statuette Friedrich der Große auf dem Spaziergang |
|         | Statuette Lebensdurst |
|         | Denkmal für den Bildhauer Julius Moser in Görlitz, nach 1945 entfernt |
|         | Waldersee-Denkmal in Hirschberg |

## Galerie

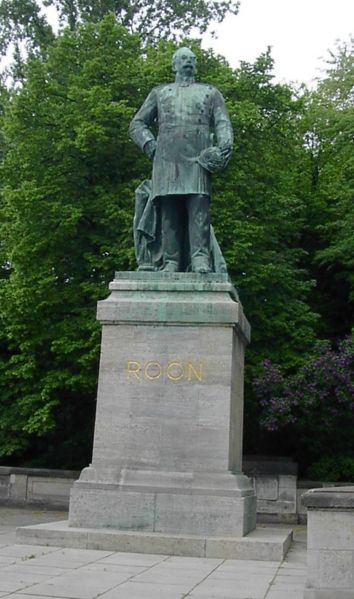
Roon-Standbild am Großen Stern in Berlin
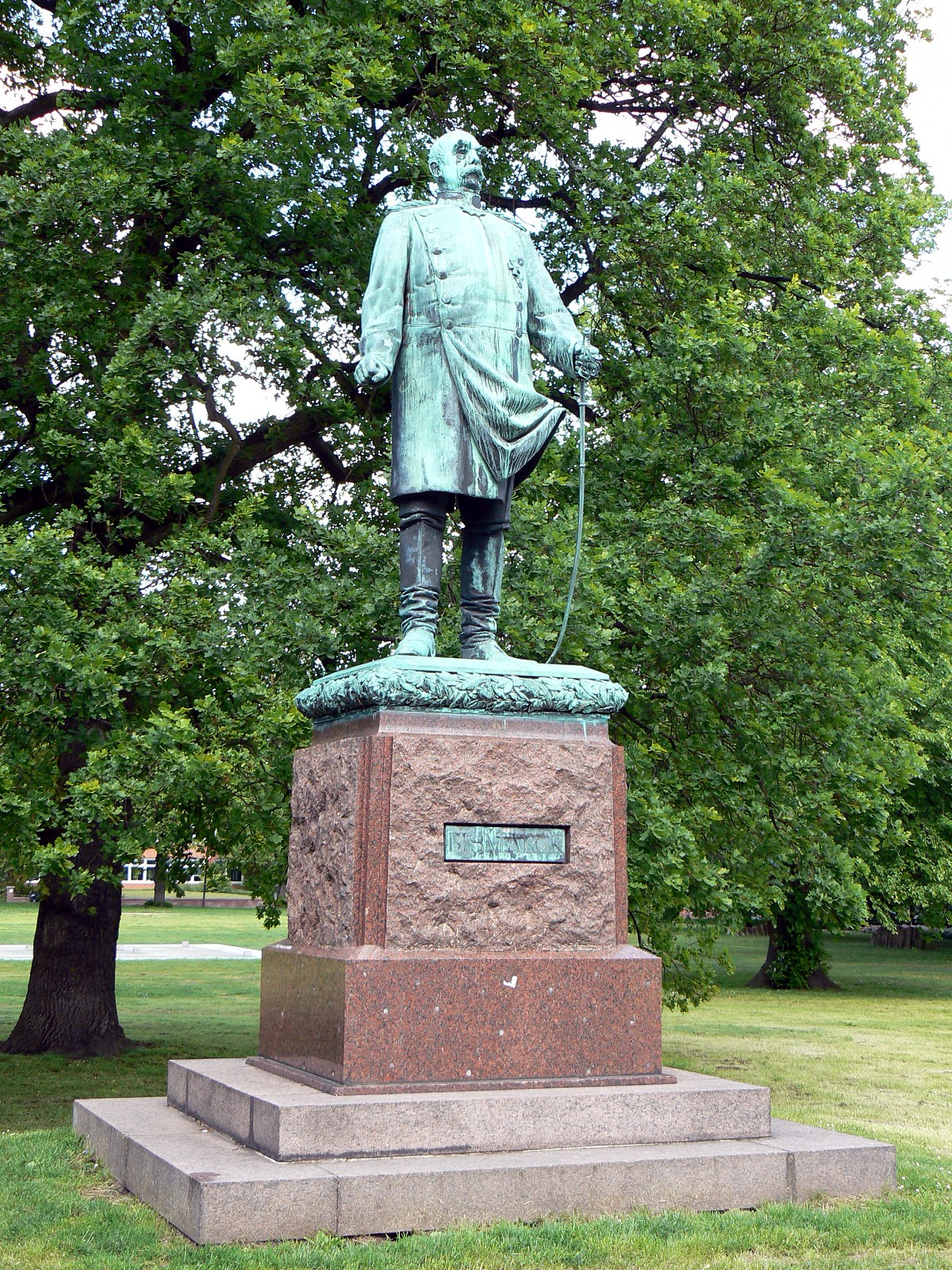
Bismarck-Standbild in Kiel
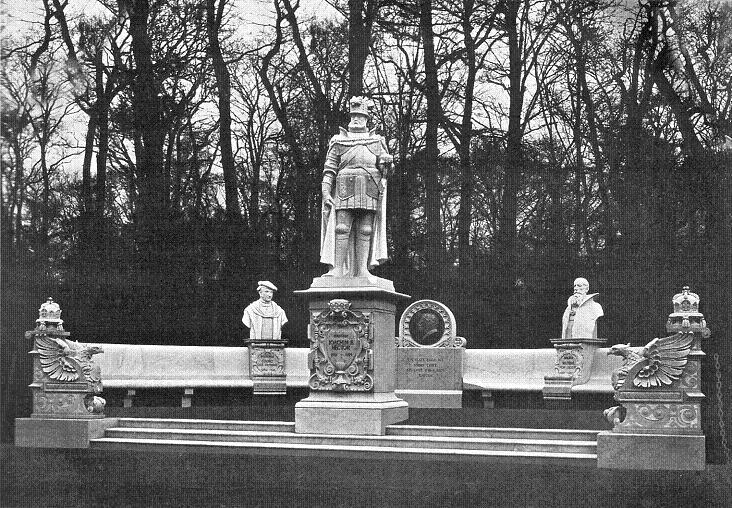
Denkmalgruppe 20 an der Siegesallee in Berlin
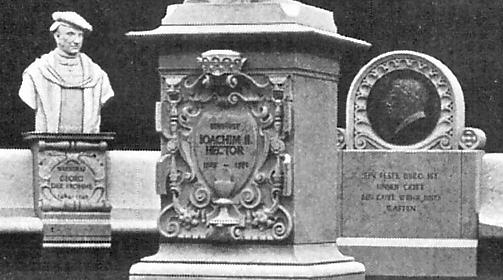
Denkmalgruppe 20 an der Siegesallee in Berlin
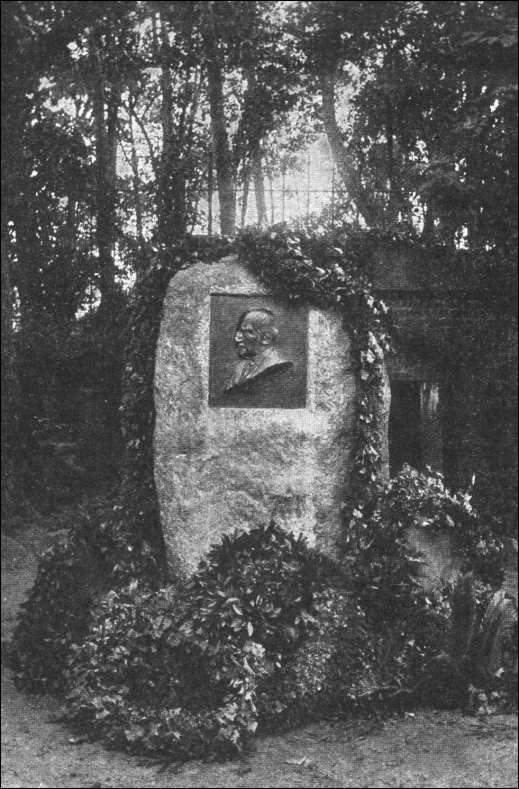
Allmers-Denkmal in Rechtenfleth
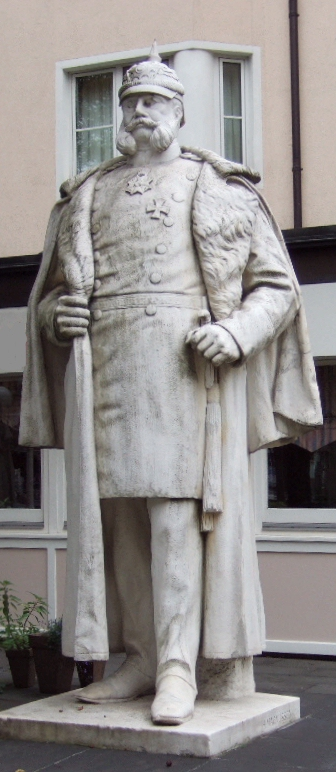
Standbild Kaiser Wilhelms I. in Bonn
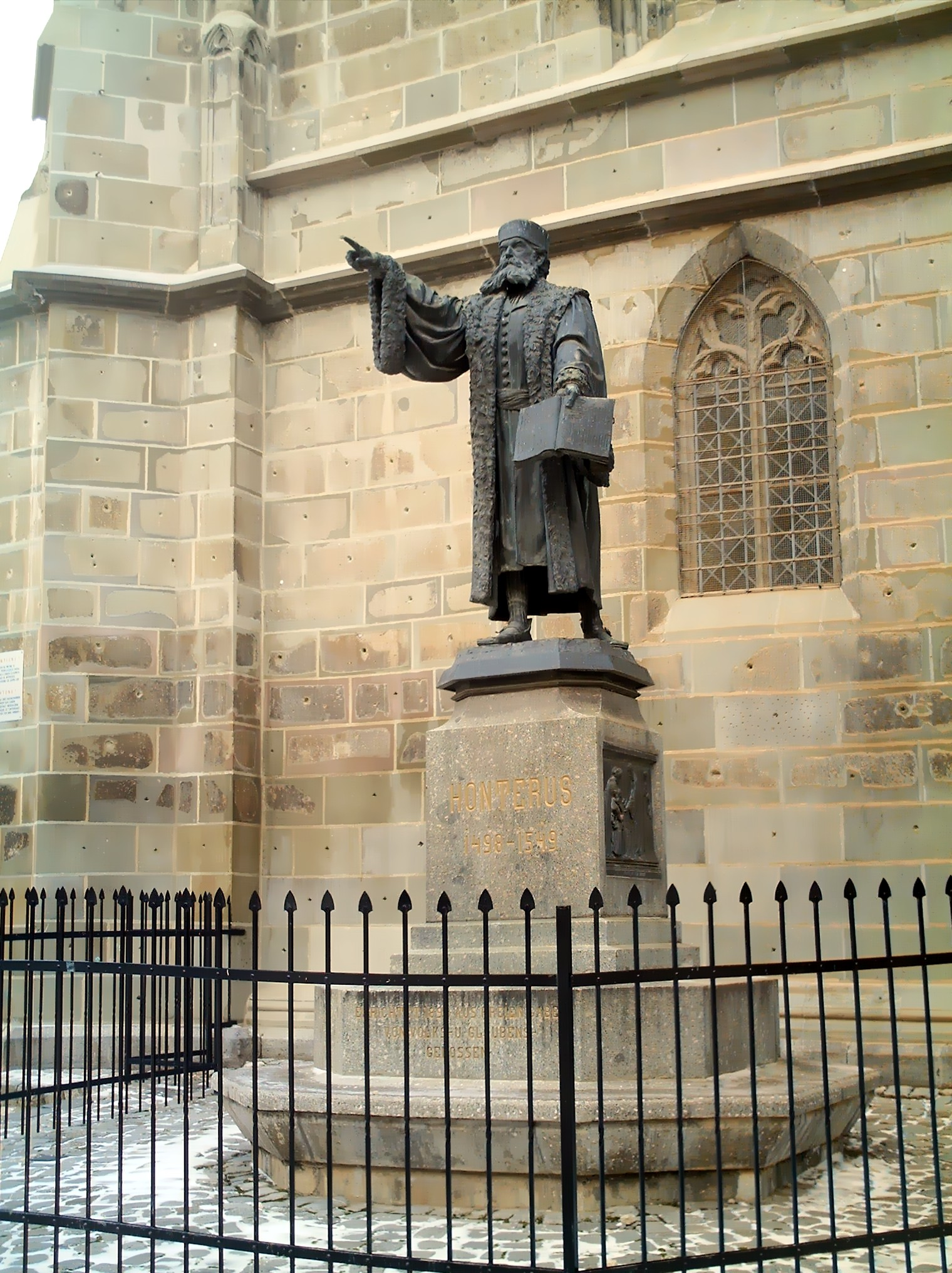
Honterus-Denkmal in Kronstadt
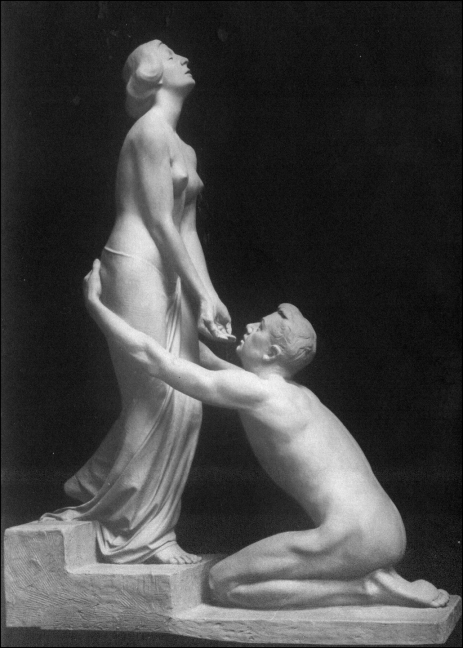
Lebensdurst
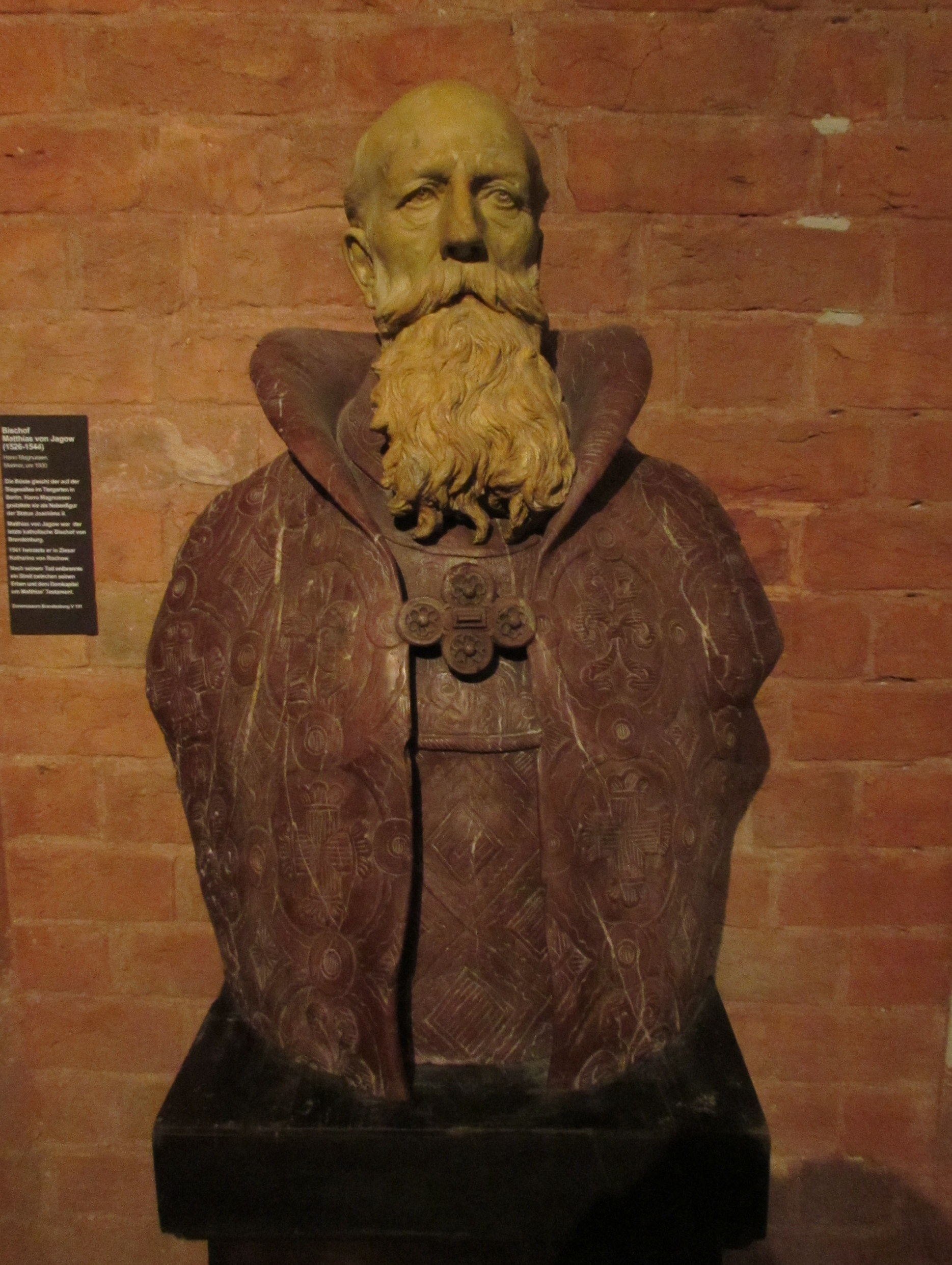
Jagow-Büste
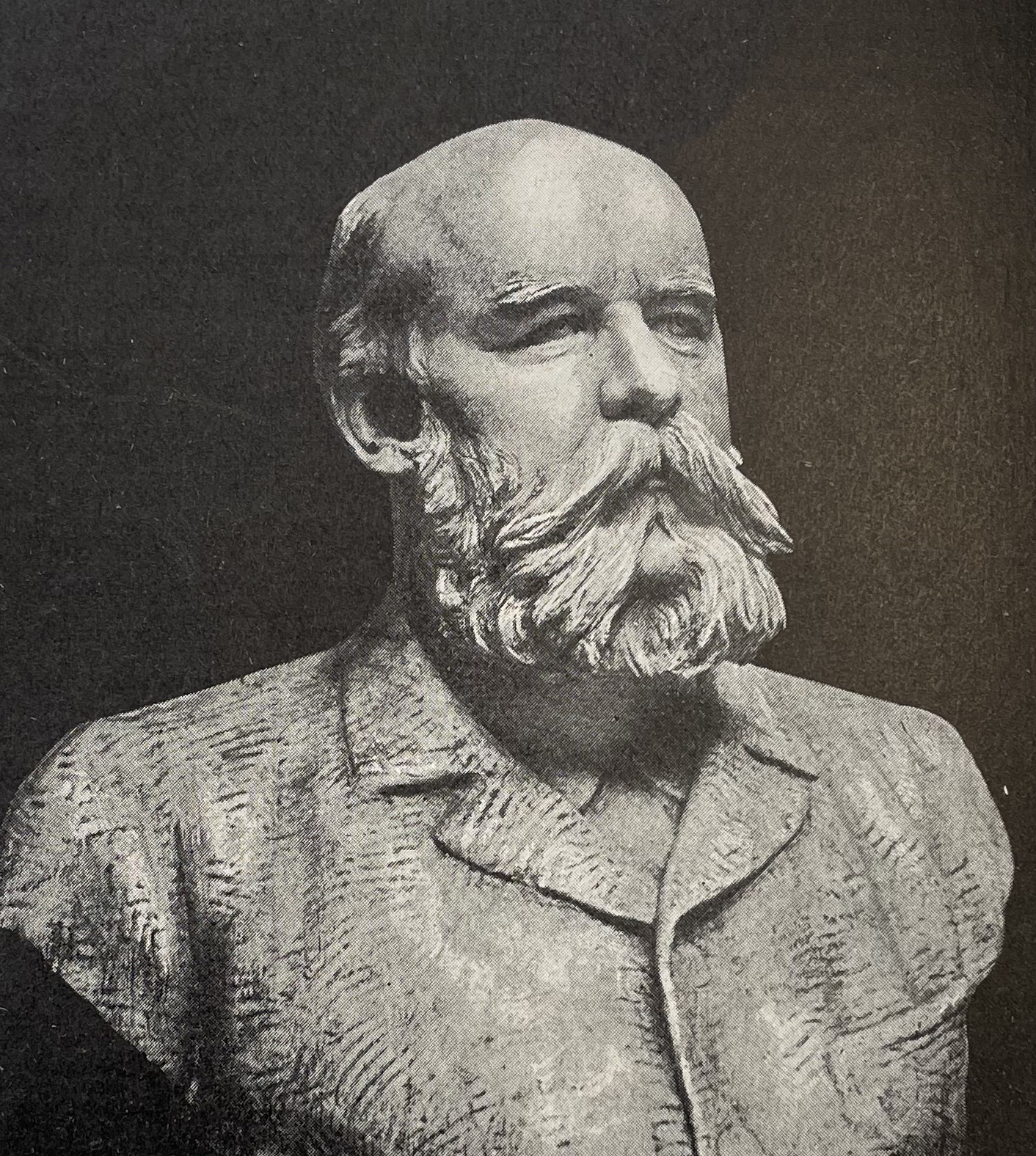
Büste Heinrich Seidel
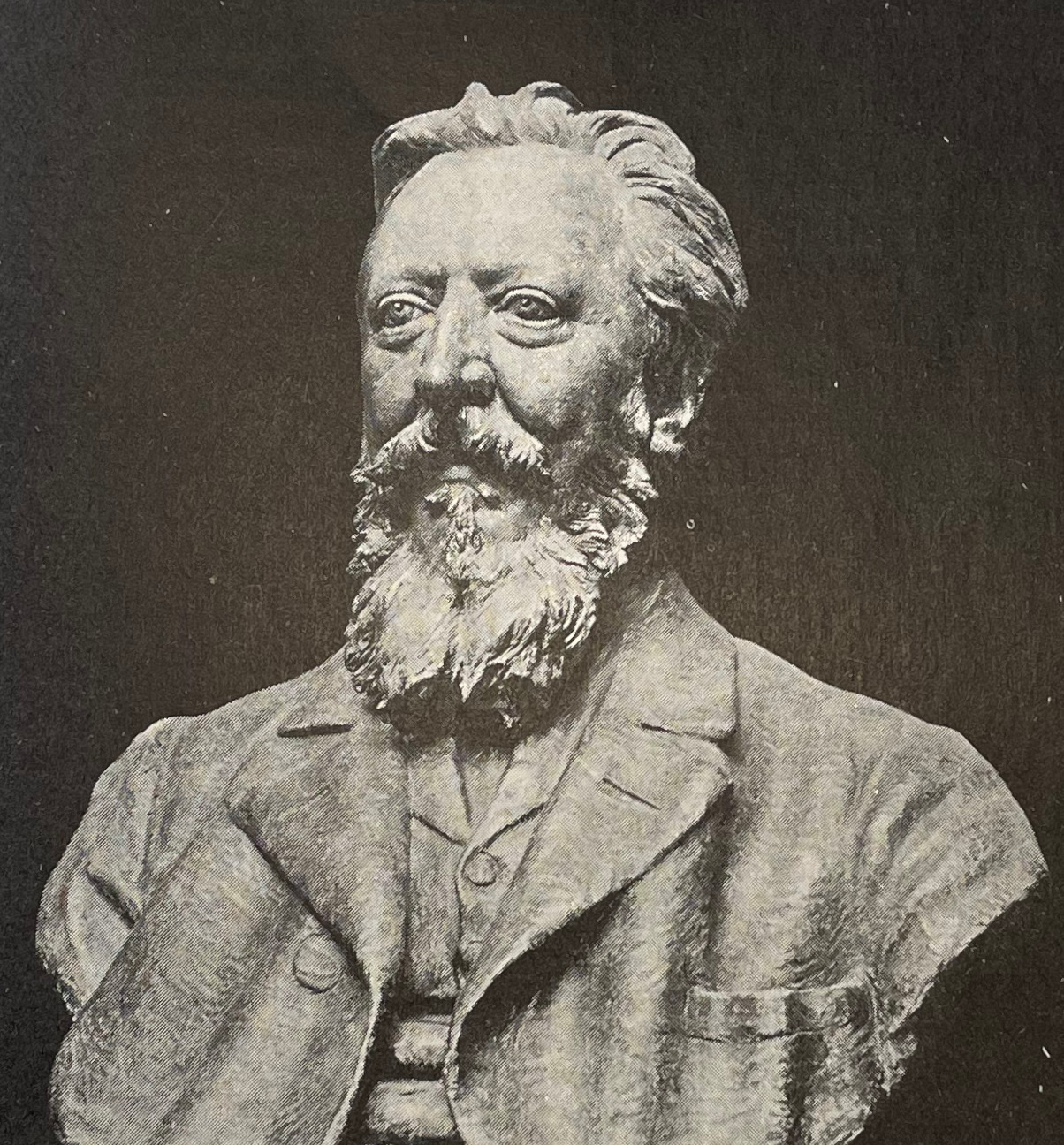
Büste Johannes Trojan

## Publikationen
- mit Otto Schmidt und Ernst Schneider: Die Gestalt des Menschen und ihre Schönheit: Vorlagen zum Studium des nackten menschlichen Körpers / hrsg. von den Kunstmalern Otto Schmidt und Ernst Schneider. Mit Geleitw. von Harro Magnussen. Singer, Berlin 1907.
- Christian Carl Magnussen. In: Die Heimat. Monatsschrift des Vereins zur Pflege der Natur- und Landeskunde in Schleswig-Holstein, Hamburg und Lübeck, Oktober 1907, Band 17, Heft 10, S. 225–234 (sub.uni-hamburg.de).